# Кунгурский ярус
| система                                                                          | система | отдел        | ярус        | Ниж. граница, млн лет |
| -------------------------------------------------------------------------------- | ------- | ------------ | ----------- | --------------------- |
| Триас                                                                            | Триас   | Нижний       | Индский     | 251,902 ±0,024        |
| Пермь                                                                            | Пермь   | Лопинский    | Чансинский  | 254,14 ±0,07          |
| Пермь                                                                            | Пермь   | Лопинский    | Вучапинский | 259,51 ±0,21          |
| Пермь                                                                            | Пермь   | Гваделупский | Кептенский  | 264,28 ±0,16          |
| Пермь                                                                            | Пермь   | Гваделупский | Вордский    | 266,9 ±0,4            |
| Пермь                                                                            | Пермь   | Гваделупский | Роудский    | 274,4 ±0,4            |
| Пермь                                                                            | Пермь   | Приуральский | Кунгурский  | 283,3 ±0,4            |
| Пермь                                                                            | Пермь   | Приуральский | Артинский   | 290,1 ±0,26           |
| Пермь                                                                            | Пермь   | Приуральский | Сакмарский  | 293,52 ±0,17          |
| Пермь                                                                            | Пермь   | Приуральский | Ассельский  | 298,9 ±0,15           |
| Карбон                                                                           | Пен.    | Верхний      | Гжельский   | больше                |
| Деление и золотые гвозди в соответствии с IUGS по состоянию на декабрь 2024 года |         |              |             |                       |

Кунгурский ярус (англ. Kungurian Stage, {\displaystyle Pa_{1}k}) — стратиграфическое подразделение, четвёртый ярус приуральского отдела пермской системы в Международной (МСШ) и Общей (ОСШ) стратиграфических шкалах. Охватывает породы, сформировавшиеся в кунгурский век пермского периода, около 283,3—274,4 миллионов лет назад (всего около 9 миллионов лет). Располагается над артинским ярусом приуральского отдела. В МСШ располагается под роудским ярусом гваделупского отдела, в ОСШ — под уфимским ярусом приуральского отдела. До 2004 года рассматривался в России как верхний ярус нижней перми.
Название «кунгурский ярус» было предложено в 1896 году русским геологом Александром Антоновичем Штукенбергом (по имени Кунгурского уезда и города Кунгур, где расположен его стратотип).
| Кунгурский ярус в ОСШ (Россия) |              |            |
| система                        | отдел        | ярус / век |
| Пермь                          | Биармийский  | Казанский  |
| Пермь                          | Приуральский | Уфимский   |
| Пермь                          | Приуральский | Кунгурский |
| Пермь                          | Приуральский | Артинский  |

Ярус сложен главным образом известняками и доломитами. Здесь развиты известняки, доломиты, доломитизированные известняки и соли. В карбонатных породах очень много брахиопод (продуктиды), но мало двустворчатых моллюсков и фузулинид.